# Drachen Fire
Drachen Fire in Busch Gardens Williamsburg (Williamsburg, Virginia, USA) war eine Stahlachterbahn vom Modell Custom Looping Coaster des Herstellers Arrow Dynamics, die am 4. April 1992 eröffnet wurde.
Die 1082 m lange Strecke besaß ursprünglich sechs Inversionen. Der sogenannte Diving Corkscrew befand sich nach der Blockbremse und wurde nach der 1994er Saison entfernt. Somit besaß die Bahn zum Schluss nur noch fünf Inversionen: einen 36,6 m hohen Wraparound-Corkscrew, eine Cobra-Roll, einen Cutback, sowie einen Korkenzieher.
Nach der Schließung der Bahn im Juli 1998 sollte sie ursprünglich modifiziert werden, aber man entschied sich dazu die Bahn zu verkaufen. Da aber kein Käufer gefunden wurde, wurde im Herbst 2001 mit dem Abriss der Bahn begonnen. Der Abriss dauerte bis März 2002 und der Stahl wurde wiederverwertet.
Drachen Fire gilt unter Fans als legendär, weil mit dem Wraparound Corkscrew und dem Cutback gleich zwei neue Überschlagselemente verwendet wurden, die bis auf den Cutback bei Sky Rocket in Kennywood heute auch noch nicht wieder verwendet wurden.

## Züge
Drachen Fire besaß drei Züge mit jeweils sieben Wagen. In jedem Wagen konnten vier Personen (zwei Reihen à zwei Personen) Platz nehmen. Als Rückhaltesystem kamen Schulterbügel zum Einsatz.